# فيلي غروفز
فيلي غروفز (بالإنجليزية: Willie Groves)‏ هو لاعب كرة قدم بريطاني (وحمل سابقاً جنسية المملكة المتحدة لبريطانيا العظمى وأيرلندا) في مركز الهجوم، ولد في 9 نوفمبر 1869 في المملكة المتحدة، وتوفي في 13 فبراير 1908 في إدنبرة في المملكة المتحدة. شارك مع منتخب اسكتلندا لكرة القدم. أما مع النوادي، فقد لعب مع أستون فيلا ونادي سلتيك ونادي هيبرنيان ووست بروميتش ألبيون.

## وصلات خارجية
- فيلي غروفز على موقع قاعدة بيانات كرة القدم.إي يو (الإنجليزية)
- فيلي غروفز على موقع ناشيونال فوتبول تيمز (الإنجليزية)